# Landgemeinde Jyväskylä

Wappen der ehemaligen Landgemeinde Jyväskylä

Die Landgemeinde Jyväskylä (finn. Jyväskylän maalaiskunta [ˈjyvæskylæn ˈmɑːlɑi̯skuntɑ], schwed. Jyväskylä landskommun) ist eine ehemalige Gemeinde in Finnland. Sie umfasste das Umland der Stadt Jyväskylä, in welche sie zum Jahresbeginn 2009 eingemeindet wurde.

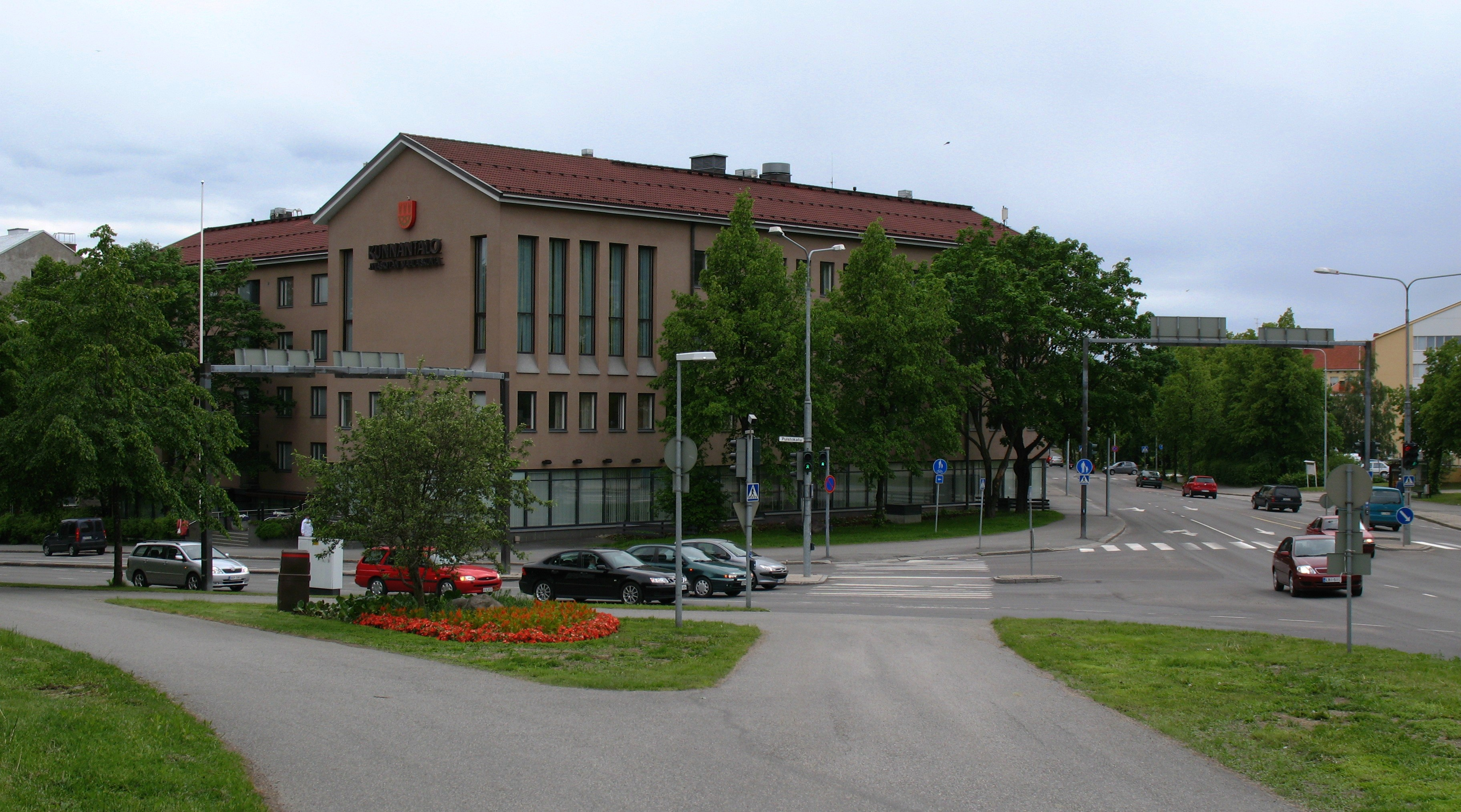
Sitz der Gemeindeverwaltung der Landgemeinde Jyväskylä

Nachdem die Stadt Jyväskylä bereits 1837 gegründet worden war, entstand aus den umliegenden Gebieten des Kirchspiels Jyväskylä 1868 im Zuge der Trennung der politischen Gemeinden von der Kirchenverwaltung die Landgemeinde Jyväskylä. Die Landgemeinde umgab das Gebiet der Stadt anfangs völlig. Mit dem Wachstum Jyväskyläs wurden sukzessive Gebiete aus der Landgemeinde der Stadt Jyväskylä zugeschlagen. Zuletzt umfasste die Landgemeinde Jyväskylä ein Gebiet von 534,4 km² (davon 83,6 km² Binnengewässer) nordwestlich bzw. südöstlich von Jyväskylä. Die größten Siedlungszentren im Gebiet der ehemaligen Landgemeinde sind die mit der Kernstadt von Jyväskylä zusammengewachsenen Orte Vaajakoski, Palokka sowie Tikkakoski, das den Flughafen Jyväskylä beherbergt. Sitz der Gemeindeverwaltung war die Stadt Jyväskylä. Die Einwohnerzahl der Landgemeinde war stark ansteigend. Im Jahr 2008 betrug sie zuletzt 36.465.
Da große Teile der Landgemeinde Jyväskylä bereits Stadtcharakter tragen, kaum noch ein klarer Übergang zum eigentlichen Jyväskyläer Stadtgebiet wahrnehmbar ist und ein Großteil der Einwohner in Jyväskylä arbeitet, einkauft und seine Freizeit verbringt, wurde die Landgemeinde Anfang 2009 in die Stadt Jyväskylä eingemeindet. Gleichzeitig wurde die Gemeinde Korpilahti an das neue Groß-Jyväskylä mit rund 130.000 Einwohnern angeschlossen. Zum Zeitpunkt der Fusion mit der Stadt Jyväskylä war die Landgemeinde Jyväskylä die letzte finnische Gemeinde, welche noch die Bezeichnung Landgemeinde trug.
Entwicklung der Einwohnerzahl (Stand: jeweils 31. Dezember):
- 1987 – 27.102
- 1990 – 28.715
- 1997 – 31.050
- 2000 – 32.472
- 2002 – 33.485
- 2004 – 34.407
- 2005 – 34.760
- 2007 – 36.105

## Söhne und Töchter der Gemeinde
- Onni Peltonen (1894–1969), sozialdemokratischer Politiker
- Tommi Mäkinen (* 1964), Rallyefahrer
- Tommi Nikkilä (* 1977), Eishockeytorwart
- Sami Huovila (* 1977), Feuerwehrmann, Webvideoproduzent und Fernsehperson.